# Сюркуф (подводница)
Вижте пояснителната страница за други значения на Сюркуф.
Сюркуф е френска подводница, спусната на вода на 18 октомври 1929 г. и приета на служба във военноморския флот през май 1934 г.
Подводницата носи името на френския корсар Робер Сюркуф и към средата на 40-те години на XX век е най-големият плавателен съд в света от този клас. Нейната кратка военна история е обгърната с противоречия и конспиративни теории.
Подводната лодка има следните параметри: дължина 110 метра, ширина 9,1 метра, водоизместимост 4304 тона. Подводницата е построена да събира екипаж с максимален брой 118 души.
Сюркуф потъва в Атлантическия океан в нощта на 18 срещу 19 февруари 1942 г. Години наред официалната версия за гибелта на подводницата е, че е пострадала поради челен сблъсък с американския товарен кораб US Thomson Lykes, в акваторията на север от Панамския канал, малко след напускане на пристанището на Бермудските острови.
Разследване, проведено от френска комисия, достига до извода, че причината за потопяването на Сюркуф е приятелски огън от страна на патрулиращия хидроплан PBY Catalina, изпълняващ охранителна мисия срещу подводници в района. Взета е по погрешка за голяма германска или японска подводница и е атакувана с гранати. Загиват 126 души, сред които и капитанът.